# Pealius rubi
Pealius rubi là một loài côn trùng cánh nửa trong họ Aleyrodidae, phân họ Aleyrodinae.
Pealius rubi được Takahashi miêu tả khoa học đầu tiên năm 1936.